# Ustawy laickie
Ustawy laickie (hiszp. Leyes laicas lub Leyes laicistas) – chilijskie ustawy przyjęte w okresie prezydentury Domingo Santa María (1883/1884) wprowadzające świecki rejestr stanu cywilnego oraz regulujące kilka innych kwestii. W skład ustaw laickich weszły:
- Ustawa o chowaniu zmarłych - zabraniała dyskryminacji ze względu na religię w dostępie do pochówków na cmentarzach samorządowych oraz pochówków na cmentarzach parafialnych powstałych po 1871 roku.
- Ustawa o małżenstwie cywilnym - pozbawiała Kościół Katolicki mocy udzielania ślubów wiążących na gruncie prawa cywilnego oraz prowadzenia ich rejestracji. Funkcje te przejęło państwo.
- Ustawa o rejestrze stanu cywilnego - wprowadzała świecki rejestr urodzeń, małżeństw i zgonów w miejsce wcześniejszych parafialnych akt stanu cywilnego.